# Peroxidok

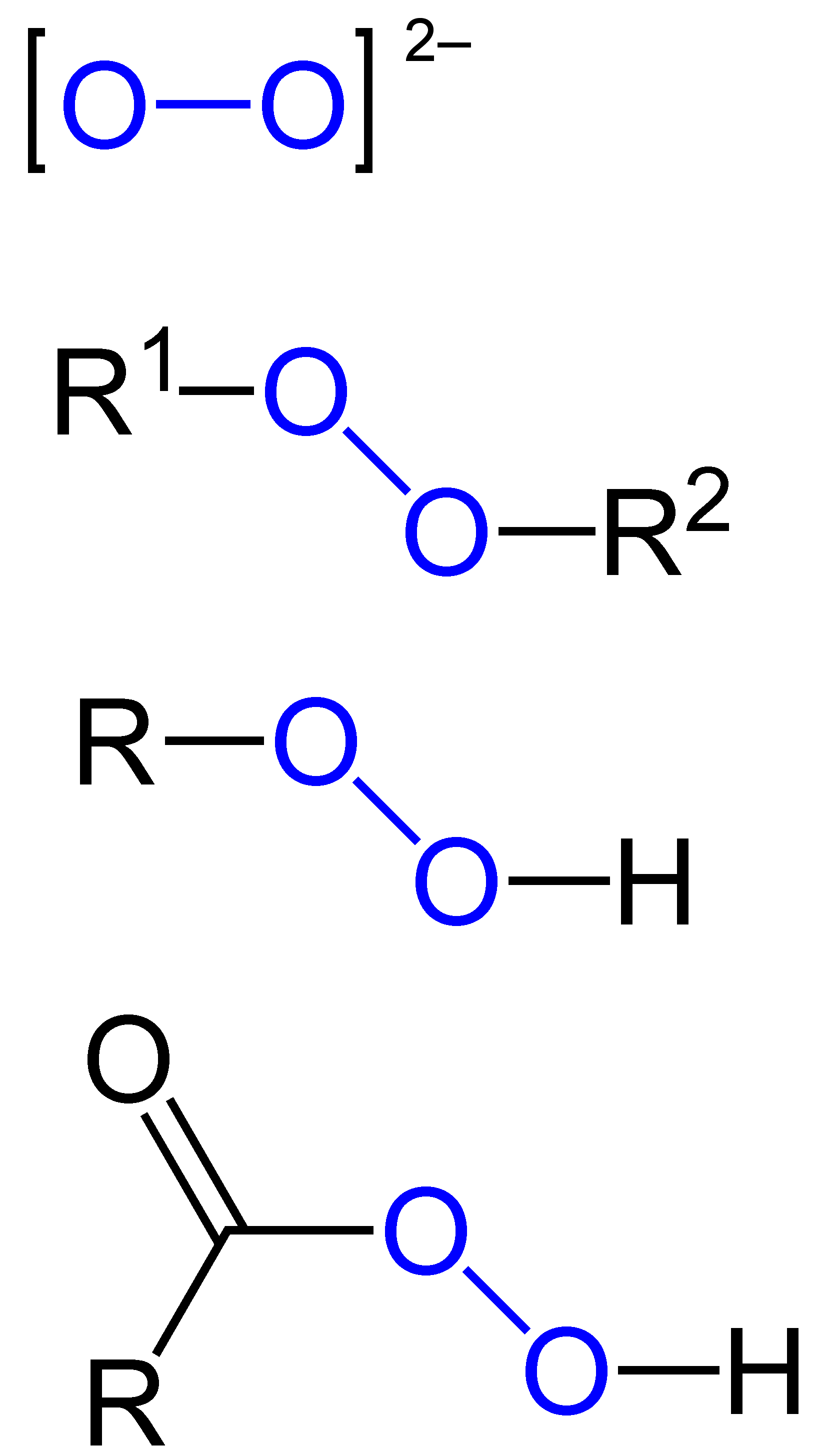
A peroxidok típusai, fentről lefelé: peroxidion, szerves peroxid, szerves hidroperoxid, persav. A peroxidcsoportot szín jelöli. R, R^{1} és R^{2} szénhidrogéncsoportok

A peroxidok R−O−O−R szerkezetű vegyületek, a bennük található O−O csoportot peroxid- vagy peroxocsoportnak nevezik. Az oxidionnal ellentétben benne az oxigén oxidációs száma −1.
A leggyakoribb peroxid a hidrogén-peroxid (H2O2), ezt különböző töménységű vizes oldatokban forgalmazzák. Mivel a hidrogén-peroxid csaknem színtelen, oldatai sem színesek. Elsősorban oxidáló- és fehérítőszerként használják. Az emberi testben is keletkezik biokémiai úton, nagyrészt a különböző oxidáz enzimek hatására. Tömény oldatai szerves vegyületekkel érintkezve potenciális veszélyforrások.

A H_{2}O_{2} szerkezete és méretei

A hidrogén-peroxidon kívül a peroxidok néhány főbb csoportja:
- Persavak, a különböző ismert savak peroxoszármazékai, ilyen többek között a peroxo-monokénsav és a perecetsav;
- Fém-peroxidok, például a bárium-peroxid (BaO2) és nátrium-peroxid (Na2O2);
- Szerves peroxidok, ezek C−O−O−C vagy C−O−O−H kötést tartalmazó vegyületek, ilyen például a terc-butil-hidroperoxid;
- főcsoportbeli elemek peroxidjai, ezek E−O−O−E kötést tartalmazó vegyületek (E = főcsoportbeli elem), például a kálium-peroxo-diszulfát.

## Fordítás
- Ez a szócikk részben vagy egészben  a   Peroxide című angol Wikipédia-szócikk ezen változatának fordításán alapul.  Az eredeti cikk szerkesztőit annak laptörténete sorolja fel. Ez a jelzés csupán a megfogalmazás eredetét és a szerzői jogokat jelzi, nem szolgál a cikkben szereplő információk forrásmegjelöléseként.